# Yvon Abrousse
Yvon Abrousse (ur. 3 czerwca 1981) – francuski zapaśnik, reprezentujący Reunion, walczący w stylu wolnym. Zajął dwudzieste miejsce na mistrzostwach świata w 2000. Złoty medalista igrzysk Wysp Oceanu Indyjskiego w 1998. Wicemistrz Francji w 2004 i 2005; trzeci w 2006 roku.